# Villatorres
Villatorres é um município da Espanha na província de Jaén, comunidade autónoma da Andaluzia, de área 72,61 km² com população de 4339 habitantes (2004) e densidade populacional de 59,76 hab/km².

## Demografia
| Variação demográfica do município entre 1991 e 2004 | Variação demográfica do município entre 1991 e 2004 | Variação demográfica do município entre 1991 e 2004 | Variação demográfica do município entre 1991 e 2004 |
| --------------------------------------------------- | --------------------------------------------------- | --------------------------------------------------- | --------------------------------------------------- |
| 1991                                                | 1996                                                | 2001                                                | 2004                                                |
| 3889                                                | 4079                                                | 4225                                                | 4339                                                |